# Ester (oraș)

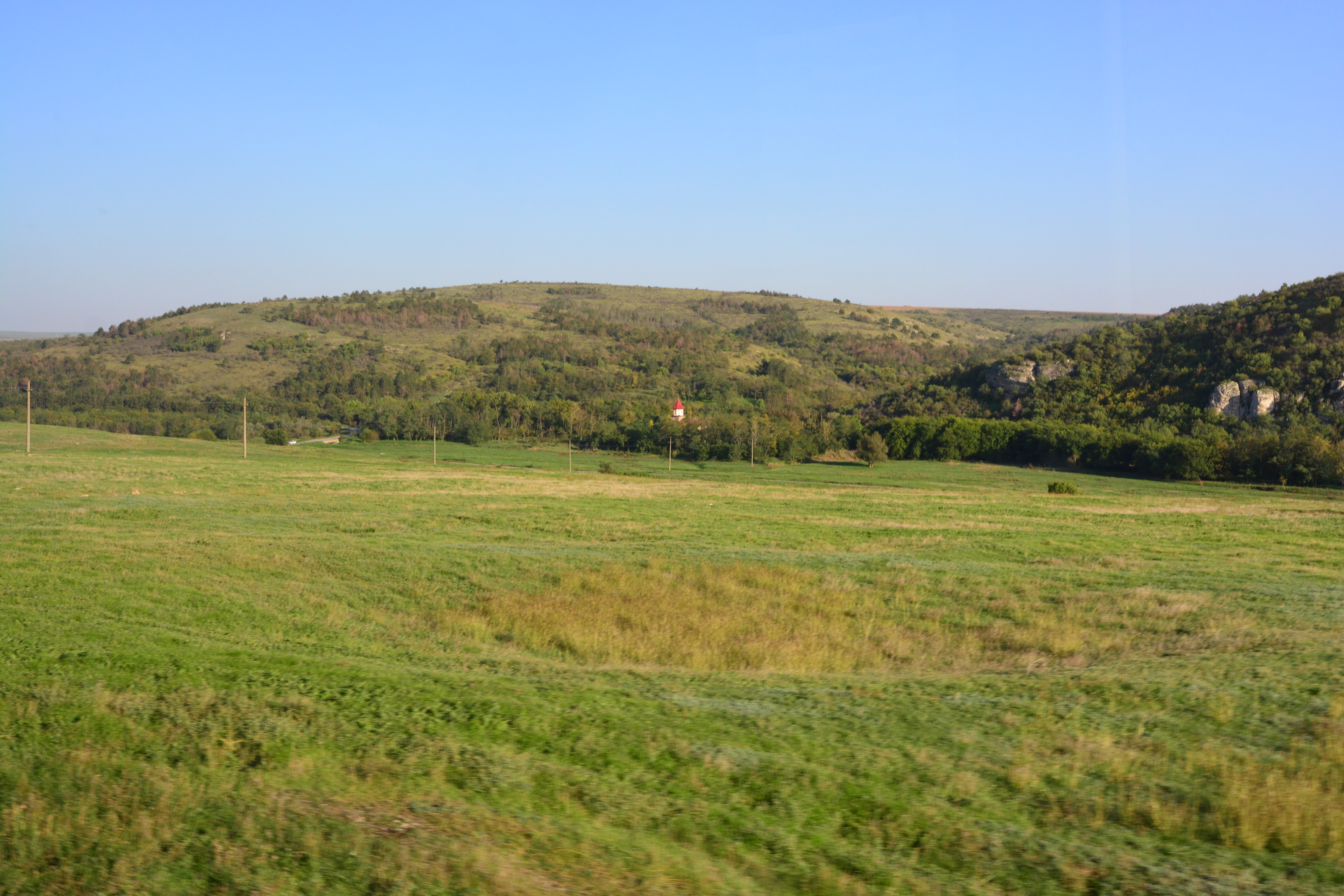
Locația aproximativă a orașului Ester, lângă Mănăstirea Sf. Dionisie s̗i Efrem cel Nou.

Ester a fost un oraș în Dobrogea, situat pe drumul care unea Bazargicul (actualul Dobrici) de Isaccea, prin Adamclisi și Babadag.
Prima mențiune a orașului Ester - până acum - descoperită prin arhive în țări străine este din anul 1502.
Cele mai multe se știu însă de la Evliya Celebi, istoric, geograf, scriitor pasionat de călătorii, cel de la care au rămas pagini întregi de consemnări ale locurilor și obiceiurilor întâlnite în cei 40 de ani în care s-a preumblat prin teritoriile Imperiului Otoman.
Orașul a fost semnalat sub numele Istrabaghî, în jurnalul expediției sultanului Soliman Magnificul împotriva lui Petru Rareș.
În anul 1703, hărțile lui Guillaume de L'Isle menționează orașul, numele fiind schimbat în Vistuar.